# David Hanson

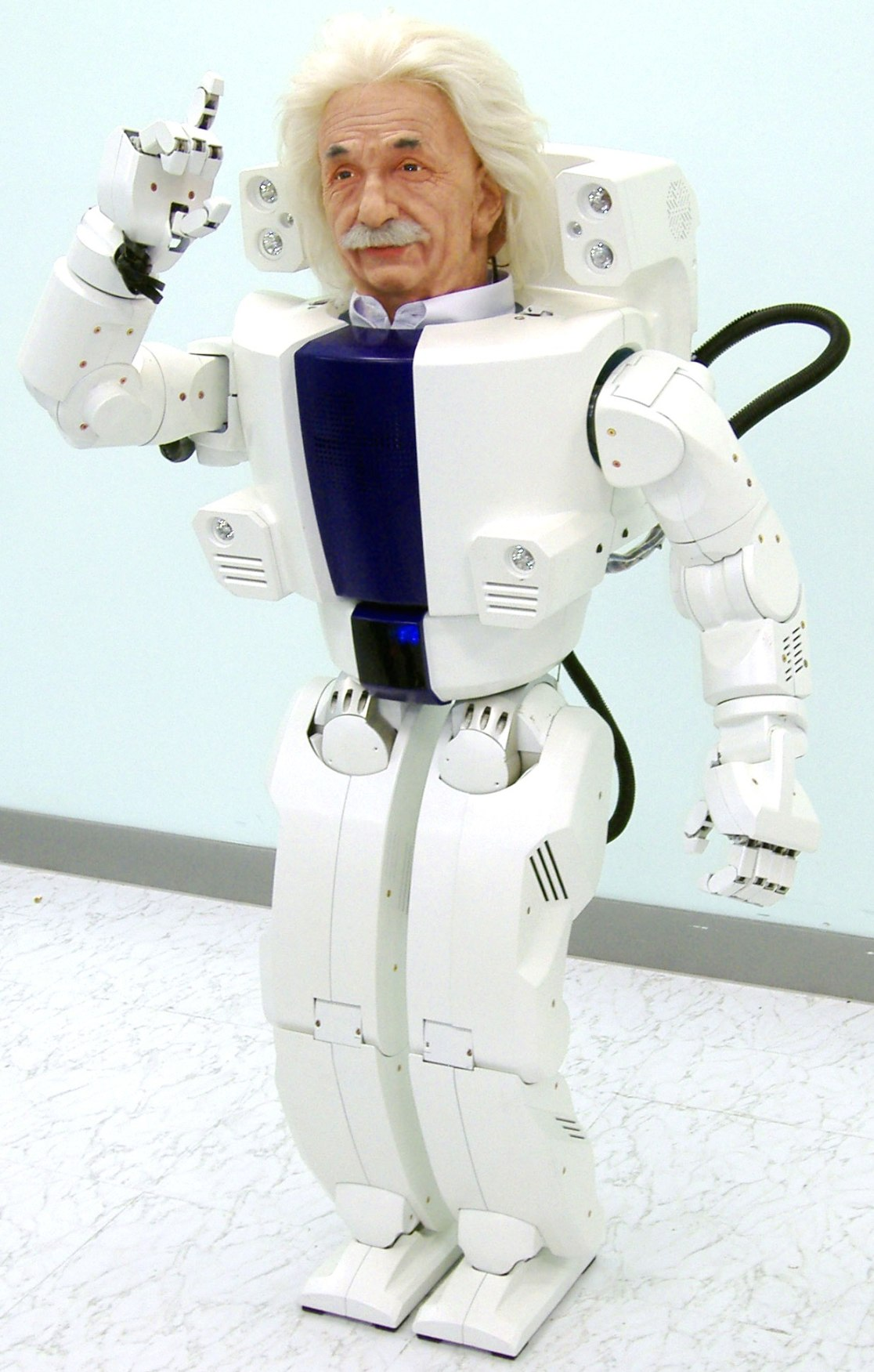
"Albert Hubo" un robot creat per Hanson i el Grup KAIST Hubo.

David Hanson és un dissenyador i investigador robòtic reconegut per haver guanyat diversos premis gràcies al seu treball en robòtica i intel·ligència artificial (AI).
Hanson és considerat com el creador dels humanoidies més realistes del món (també coneguts com a androides), en propera competició amb el treball de Hiroshi Ishiguro del ATR del Japó.

## Hanson Robotics
David Hanson és el fundador de Hanson Robotics, empresa especialitzada en la creació de robots increïblement realistes i expressius amb la capacitat de desenvolupar relacions de confiança amb humans conversant. Basant-se en gran part en l'efecte ELIZA, tenen com a objectiu desenvolupar robots que veritablement puguin comprendre els humans i preocupar-se'n per així poder millorar la humanitat amb l'ajuda de la intel·ligència artificial. L'empresa està liderat pel mateix David Hanson, fundador i director executiu, Ben Goertzel, científic en cap i Jeanne Lim, directora de màrqueting, David Chen, director i director financer, i Doug Glen, director d'estratègia.
En el seu procés creatiu, combina l'art, l'enginyeria, la intel·ligència artificial i les interaccions emocionalment riques entre maquines i humans.
En total han aconseguit construir nou robots amb èxit, concretament: Alice, Albert Einstein Hubo, BINA48, Han, Jules, Sophia, Professor Einstein, Philip K. Dick Android i Zeno.